# جوزيبي مارك أنطونيو باريتي
كان جوزيبي مارك أنطونيو باريتي (بالإيطالية: Giuseppe Marc'Antonio Baretti)، (24 أبريل 1719، مدينة تورينو، إقليم بيمنتة- 5 مايو 1789، لندن) ناقدًا أدبيًا إيطاليًا وشاعرًا وكاتبًا ومترجمًا وعالمًا لغويًا ومؤلفًا لاثنين من قواميس الترجمة اللغوية المؤثرة. غالبًا ما كان يُعرف خلال السنوات التي قضاها في إنجلترا باسم جوزيف باريتي. اتسمت حياة باريتي بالنزاعات، لدرجة أنه اضطر إلى مغادرة إيطاليا متوجهًا إلى إنجلترا، حيث مكث فيها لبقية حياته.

## السيرة الشخصية
كان والده يعتزم إعداده لمهنة المحاماة، لكن باريتي فر من مدينة تورينو في سن السادسة عشرة وذهب إلى بلدية غاستالا، حيث كان يعمل لبعض الوقت في منزل تجاري. كرس نفسه لدراسة الأدب والنقد حتى أصبح خبيرًا فيهما، بالرغم من أن كتاباته كانت مثيرة للجدل لدرجة أنه اضطر إلى مغادرة إيطاليا. عاش باريتي حياة متنقلة لسنوات عدة، معتمدا على كتاباته بشكل رئيسي. وصل أخيرًا إلى لندن، حيث مكث فيها لبقية حياته (ما لم يكن مسافرًا إلى مكان ما). عُين سكرتيرًا للأكاديمية الملكية للفنون، وتعرف على صموئيل جونسون وديفيد جاريك وآخرين من ذلك المجتمع.
كان باريتي زائرًا متكررًا في منزل هيستر ثرال (كانت كاتبة يوميات ومؤلفة وشخصية اجتماعية وراعية للفنون)، وقد ورد اسمه بشكل متكرر في كتاب بوزويل «حياة». حُوكم باريتي، في عام 1769، بتهمة القتل بعد أن أصاب رجلًا اعتدى عليه في الشارع بجرح مميت بسكين الفاكهة. قدم جونسون وآخرون أدلة لصالحه في المحاكمة، مما أدى إلى تبرئة باريتي.
تُوفي في لندن في مايو 1789، ودُفن في كنيسة مارليبون مع نصب تذكاري لتوماس بانكس.

## أعماله
كان أول عمل بارز لباريتي هو «المكتبة الإيطالية» (1757)، وهو عبارة عن دليل مفيد لحياة وأعمال العديد من المؤلفين الإيطاليين. يقدم كتاب «رسائل عائلية» وصفًا لرحلاته عبر إنجلترا والبرتغال وإسبانيا وفرنسا خلال الأعوام من 1761 إلى 1765، لاقى هذا الكتاب استحسانًا كبيرًا، وعندما نُشر فيما بعد باللغة الإنجليزية (4 مجلدات، 1770)، حظي بإشادة كبيرة من قبل جونسون.
كان باريتي عدوًا للإنجليزي من أصل إسباني جون بول، ونشر هجومًا لاذعًا وشخصيًا عليه: «تولوندرون. خطابات إلى جون بول حول طبعته من دون كيشوت، بالإضافة إلى بعض الروايات عن الأدب الإسباني».
أنشأ باريتي مجلة للنقد الأدبي، خلال وجوده في إيطاليا أثناء رحلاته، بعنوان «السوط الأدبي». واجه نشر المجلة صعوبات كبيرة وسرعان ما توقفت. ومن ضمن أعماله العديدة الأخرى قاموس وقواعد للغة الإيطالية، وأيضًا قاموس اللغة الإسبانية، وأطروحات عن شكسبير وفولتير. نُشرت أعماله المجمعة في ميلانو عام 1838.
كان باريتي أول من سجل كلمات التراجع المنسوبة إلى عالم الرياضيات الإيطالي، الفيزيائي والفيلسوف غاليليو، «ومع ذلك فهى تتحرك»، في دليله «المكتبة الإيطالية». ونُشر ذلك السجل بعد 125 سنة من قيام غاليليو المزعوم بالإدلاء بهذا التصريح بصوت خافت.